# 愛德華王子縣 (安大略省)
愛德華王子縣（英語：Prince Edward County）是加拿大安大略省南部一個地方行政區，南面瀕臨安大略湖，北鄰黑斯廷斯縣，東北面則與倫諾克斯和阿丁頓縣為鄰。據2011年人口普查所示，愛德華王子縣有25258名居民。
上加拿大政府於1792年7月16日設立愛德華王子縣，但當時只作選舉、民兵防衛、勘探和土地註冊之用，沒有地方行政功能；縣名來自英王喬治三世的第四子肯特及斯特拉森公爵愛德華王子。到了1830年代初，當局開始設立區級行政區別（district），並向其賦予地方行政功能，愛德華王子縣遂於1831年改設為愛德華王子區。區級行政區別於1849年取消，其行政功能由縣級行政區別取代，愛德華王子區遂改回愛德華王子縣。1998年，安省政府改革其轄下的地方行政區，取消愛德華王子縣轄下的地方政府建制並將之改設成一個單層次自治區。新設的愛德華王子縣對下不設地方政府，但其名稱因歷史因素而保留「縣」的字樣。

## 外部連結
- （英文）愛德華王子縣官方網站 （页面存档备份，存于）